# North District

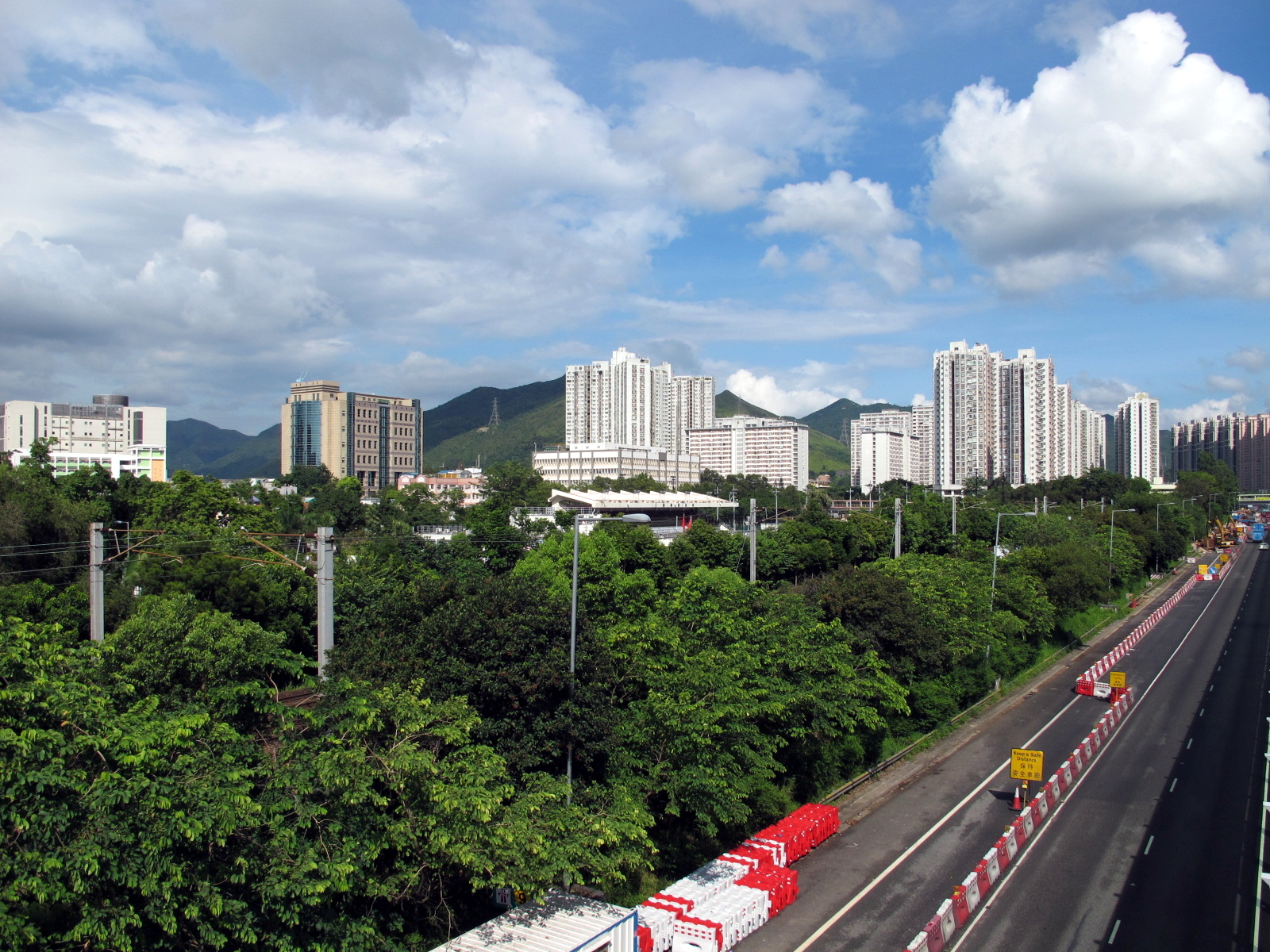
Fanling New Town

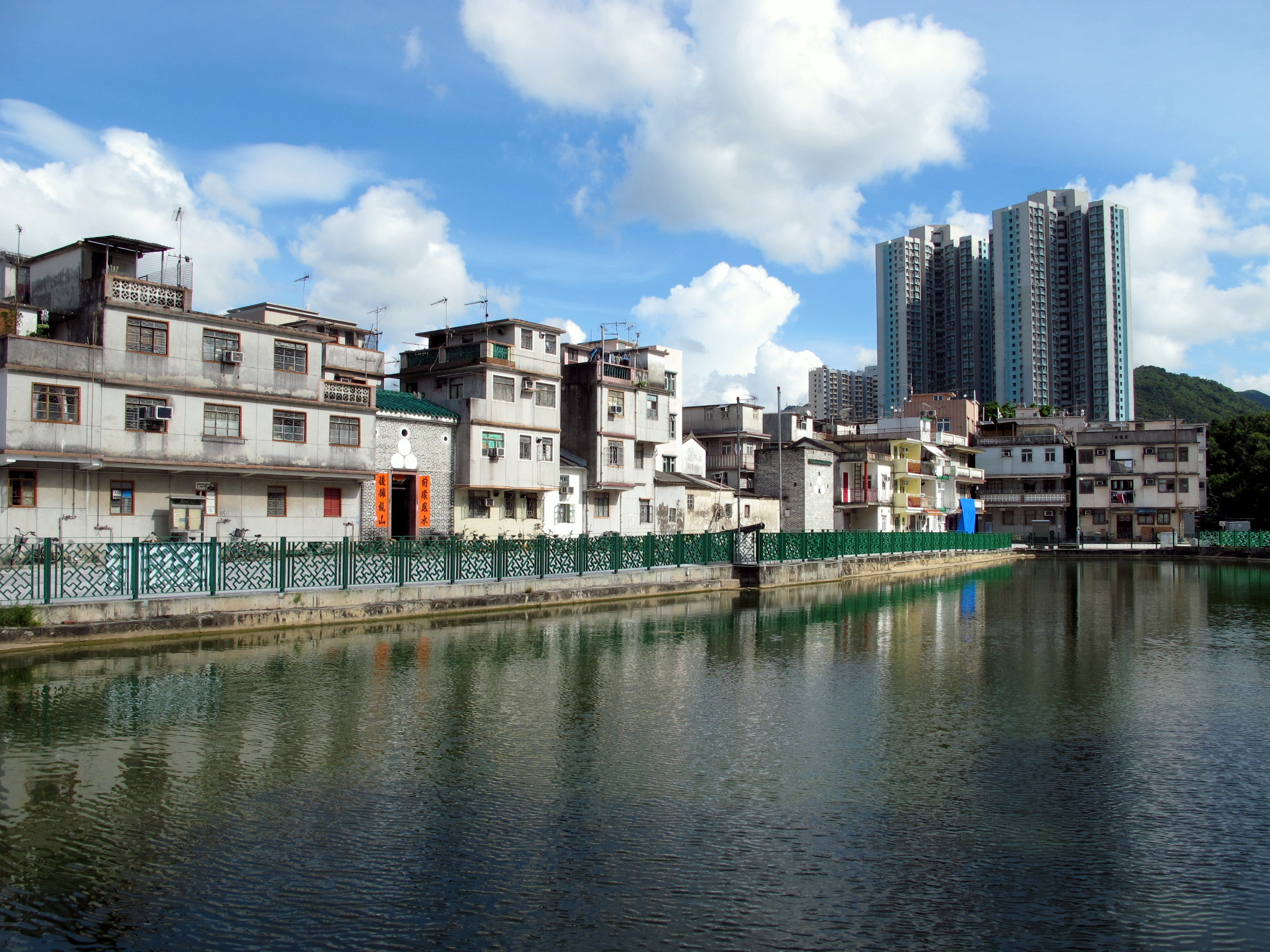
Fanling Wai

Le district nord (en chinois 北區) est un district de Hong Kong dans les Nouveaux Territoires.
Il s'agit du district le plus au nord de Hong Kong. Il borde la ville de Shenzhen avec la rivière Shenzhen. La plupart des principaux points d'accès à la Chine continentale depuis Hong Kong se trouvent dans ce district.
La ville nouvelle de Fanling-Sheung Shui (en) se trouve dans ce district.

## Démographie
Selon les statistiques, 70 % de la population du district vit dans les logements publics de la Fanling-Sheung Shui New Town. Les 40 000 villageois vivent autour des deux centres-villes, et les principales villes rurales (Sha Tau Kok et Ta Kwu Ling) représentent la majorité des habitants du district.

## Îles du district
- A Chau (en) (鴉洲=
- Ap Chau Mei Pak Tun Pai (en) (鴨洲尾白墩排)
- Ap Chau Pak Tun Pai (en) (鴨洲白墩排)
- Ap Chau (en) (鴨洲, Robinson Island)
- Ap Lo Chun (en) (鴨螺春)
- Ap Tan Pai (en) (鴨蛋排)
- Ap Tau Pai (en) (鴨兜排)
- Chap Mo Chau (執毛洲)
- Cheung Shek Tsui (長石咀)
- Fu Wong Chau (虎王洲)
- Fun Chau (墳洲)
- Hung Pai (紅排)
- Kat O Chau (en) (吉澳洲, Crooked Island)
- Ko Pai (高排)
- Kok Tai Pai (角大排)
- Lan Shuen Pei (爛樹排)
- Lo Chi Pai (鷀鸕排)
- Ngo Mei Chau (en) (娥眉洲, Crescent Island)
- Pak Ka Chau (en) (筆架洲)
- Pak Ka Chau (en) (白沙洲, Round Island)
- Pat Ka Chau (筆架洲)
- Sai Ap Chau (en) (細鴨洲)
- Sha Pai (沙排)
- Shau Kei Pai (筲箕排)
- Sheung Pai (雙排)
- Shui Cham Tsui Pai (en) (水浸咀排)
- Siu Nim Chau (小稔洲)
- Ta Ho Pai (打蠔排|)
- Tai Nim Chau (大稔洲)
- Tsing Chau (青洲, Table Island)
- Wong Nai Chau (黃泥洲)
- Wong Wan Chau (en) (往灣洲, Double Island)
- Wu Chau (烏洲)
- Wu Pai (烏排)
- Wu Yeung Chau Pai (湖洋洲排)
- Yan Chau (en) (印洲)
- Yeung Chau (洋洲)

## Transport
North District est desservi par l'East Rail Line, Fanling Highway (en), San Tin Highway (en) et Sha Tau Kok Road (en).

### Stations de métro
- Fanling station (en)
- Sheung Shui station (en)
- Lo Wu station (en) (terminus de l'East Rail Line)